# Cantonul Vielle-Aure
Cantonul Vielle-Aure este un canton din arondismentul Bagnères-de-Bigorre, departamentul Hautes-Pyrénées, regiunea Midi-Pyrénées, Franța.

## Comune
- Aragnouet
- Azet
- Bourisp
- Cadeilhan-Trachère
- Camparan
- Ens
- Estensan
- Grailhen
- Guchan
- Sailhan
- Saint-Lary-Soulan
- Tramezaïgues
- Vielle-Aure (reședință)
- Vignec